# Sebranice, Svitavy
Sebranice là một làng thuộc huyện Svitavy, vùng Pardubický, Cộng hòa Séc.